# Danmarks livgeding
Livgeding (tyska leibgedinge) kallades de gods och landområden i Danmark, som anvisades en änkedrottning till underhåll för hennes livstid. De innehades som län under kronan, men förvaltades av innehavarinnan efter eget gottfinnande. Det har inte alltid gjorts skillnad på livgeding och morgongåva, särskilt inte om den senare verkligen kom att brukas av drottningen som änka. Ett begrepp för drottningar som levt på livgeding är franskans reine douairé.
Särskilt är det öarna Lolland och Falster, med godsen Aalholm respektive Nykøbing, som återkommande brukats som livgeding. De danska drottningar som innehaft livgeding är:
- Agnes av Brandenburg (1257-1304), änka efter Erik Klipping (ca 1249 - 1286): Lolland och Falster.
- Richardis av Schwerin-Wittenburg (död 1360, även Rixa), änka efter Valdemar III (1314-1364): ön Als med Sønderborg och flera härader i Sønderjylland.
- Kristina av Sachsen (1461-1521), änka efter unionskungen Hans (1455-1513): slottet Næsbyhoved vid Odense på Fyn.
- Sophie av Pommern (1498-1568), änka efter Fredrik I (1471-1533): förutom Lolland och Falster innehade hon slotten i Kiel och Plön med underlydande amt.
- Dorothea av Sachsen-Lauenburg (1511-1571), änka efter Kristian III (1503-1559): godsen Åkær i nuvarande Odders kommun och Dronningborg vid Randers, båda i f.d. Århus amt på Jylland.
- Sofia av Mecklenburg (1557-1631), änka efter Fredrik II (1534-1588): Lolland och Falster.
- Sofia Amalia av Braunschweig-Lüneburg (1628-1685), änka efter Fredrik III (1609-1670): förutom Lolland (Aalholm) och Falster innehade hon Maribo Kloster, också på Lolland, samt Hørsholm vid Frederiksborg, Dronninggård i nuvarande Søllerøds kommun och slottet Sophie Amalienborg i Köpenhamn (som brann 1689 och gav plats åt Amalienborg), alla på Själland.
- Charlotta Amalia av Hessen-Kassel (1650-1714), änka efter Kristian V (1646-1699): förutom Falster innehade hon godsen Frederiksdal i nuvarande Lyngby-Taarbæks kommun, Bagsværd i nuvarande Gladsaxe kommun och Gentoftegård i nuvarande Gentofte kommun, alla på Själland.
- Anna Sophie Reventlow (1693-1743), änka efter Fredrik IV (1671-1730): Slottet Clausholm i nuvarande Favrskov kommun i f.d. Århus amt på Jylland.